# Aichi (huyện)
Aichi-gun (tiếng Nhật:愛知郡; Hán Việt: Ái Tri quận) là một cụm các thị trấn ở phía động thành phố Nagoya, tỉnh Aichi, Nhật Bản. Tính đến 1 tháng 1 năm 2010, dân số Aichi-gun ước tính là 92.769 người với mật độ 2.340 người/km². Tổng diện tích là 39,57 km².

## Lịch sử
Aichi-gun từng được gọi là Ayuchi(あゆち) vì bờ biển trước kia ở gần ga Nagoya ngày nay, và cả tỉnh được đặt theo tên của gun lớn nhất vì thủ đô từng được đặt ở thành phố Nagoya, tỉnh Aichi. Kể từ thời Minh Trị, hai thị trấn Nagoya và Atsuta (ngày nay là Atsuta-ku) được nhập làm một thành thành phố Nagoya, thêm cả các thị trấn và làng mạc phụ cận, và thị trấn Nisshin (日進市, Nhật Tiến thị) được nâng cấp lên thành phố do dân số gia tăng kể từ khi tuyến đường sắt Meitetsu Toyota được khai trương, Aichi-gun hiện nay chỉ có hai thị trấn, đó là Nagakute (長久手町) (Trường Cửu Thủ đinh) và Togo (東郷町) (Đông Hương đinh)
Giữa hai thị trấn này là thành phố Nisshin.
Ở tỉnh Shiga có một quận mà tên viết bằng kanji cũng là 愛知郡 (Ái Tri quận) nhưng đọc là Echi-gun.
Niên biểu"
- 11 tháng 2 năm 1955 – Làng Hanyama được nhập vào thành phố Seto.
- 5 tháng 4 năm 1955 – Làng Chotaka được nhập vào Chikusa-ku, Nagoya. Làng Tempaku (sau này là Tempaku-ku) sáp nhập vào Showa-ku, Nagoya.
- 1 tháng 1 năm 1957 - Làng Toyoake trở thành thị xã.
- 1 tháng 1 năm 1958 - Làng Nisshin trở thành thị xã.
- 1 tháng 4 năm 1963 – Thị xã Narumi nhập vào Midori-ku, Nagoya.
- 1 tháng 4 năm 1970 - Làng Togo trở thành thị xã.
- 1 tháng 4 năm 1971 – Làng Nagakute trở thành thị xã.
- 1 tháng 8 năm 1972 – Thị xã Toyoake trở thành thành phố.
- 1 tháng 10 năm 1994 – Thị xã Nisshin trở thành thành phố.